# فاناثفيلوا ديفيسيونال سيكرتريت
فاناثفيلوا ديفيسيونال سيكرتريت (بالإنجليزية: Vanathavilluwa Divisional Secretariat)‏ هي منطقة سكنية تقع في سريلانكا في مديرية بوتالام.